# 贡日村
贡日村（藏語：གུང་རི་གྲོང་ཚོ།），又称波弄贡村，位于中华人民共和国西藏自治区林芝市墨脱县达木珞巴族乡，是扎墨公路上的村庄，也是公路的中转站和墨脱徒步旅游者的驿站，随公路的不断修建而逐渐形成，最初因位于该线路80公里处又称“80K”，但嘎隆拉隧道修通后，公路缩短20余公里，此村现位于公路60于余公里处，不过此名仍被保留下来。

## 历史
1988年林芝行署、墨脱县筹资50万元人民币修建扎木至80K简易道路，并于此处修建物资转运站，使之一度成为扎墨公路上最繁华和热闹之处，物资可以通过小型农用车运输至此，后由人力或畜力运输至墨脱县城，政府需要每年投资90万元鹅毛笔保证至80K道路通行。彼时墨脱运输的特点称“南通北堵”：贡日村北上至波密夏季可以通行，而冬季因路上的嘎隆拉雪山封山而无法向北运输；反之南下至墨脱县城因夏季为雨季，伴随有泥石流、滑坡等自然灾害，仅有冬天旱季修复道路后才可将物资继续运输至墨脱县城。
1994年扎墨公路修通，但开通次日便毁于暴雨和泥石流，后至1998年，公路扎木至80K的简易道路才被再次被修复。20世纪90年代至2010年前后曾有背运物资来往于嘎隆拉雪山和80K的背夫，其每次背负50至60公斤，单趟需要3天，运费最高时曾达20元每公斤。
2008年，村庄通过公路运进了变压器，修建了水电站，村庄通电；截至2013年此处仍为一个沿公路长500米的村庄，有33户木板房，是年10月31日，扎墨公路南至墨脱县城全线通车，曾于此村举行通车典礼。
公路全线通车后80K不再承担货物中转的任务，原中转仓库改为救灾仓库，村庄转而规划修建为旅游小集镇，再后附近处修建了70多栋房屋，形成了贡日村，2014年又经广东省的援建，修建了酒店、宾馆和徒步营地等，构成80K山地森林休闲小镇，发展旅游业；现此亦修建墨脱景区的门票站，对进入墨脱景区的游客收取160元门票。